# Long Island (Bahamas)
Long Island ist eine Insel der Bahamas und hat eine Ausdehnung von 130 km Länge und bis zu sechs km Breite.
Die Insel liegt 265 km südöstlich der Hauptstadt Bahamas Nassau. Zur Volkszählung 2010 hatte die Insel 3024 Einwohner (einschließlich der der Nordspitze vorgelagerten Insel Galliot Cay). Größter Ort war Burnt Ground mit 324 Einwohnern, gefolgt von Lower Deadman’s Cay mit 272 Einwohnern und Hamilton mit 196 Einwohnern. Im Hauptort Clarence Town lebten nur 86 Einwohner.
Touristisch interessant ist sie durch ihre „Shark Diving“-Angebote des Stella Maris Resort geworden, sowie durch die historischen Zusammenhänge mit Christoph Kolumbus 1492, als er auf dem Weg nach Amerika auf dieser Insel Wasser geholt haben soll. Kolumbus nannte die Insel zu Ehren seines Königs Fernando II. Fernandina.

## Sehenswürdigkeiten und Attraktionen
- „Dean’s Blue Hole“, eine Unterwasser-Höhle mit einer Tiefe von bis zu 202 m
- Columbus Monument
- Sts. Peter and Paul Catholic Church in Clarence Town

Hauptwirtschaftszweig ist neben dem Tourismus die Landwirtschaft und Viehzucht.

## Verkehr
Auf Long Island befinden sich zwei Flugplätze. Etwas südlich der Inselmitte liegt der Deadman's Cay Airport (IATA-Flughafencode: LGI, ICAO-Code: MYLD), fast an der Nordspitze der kleinere Stella Maris Airport (IATA: SML, ICAO: MYLS).

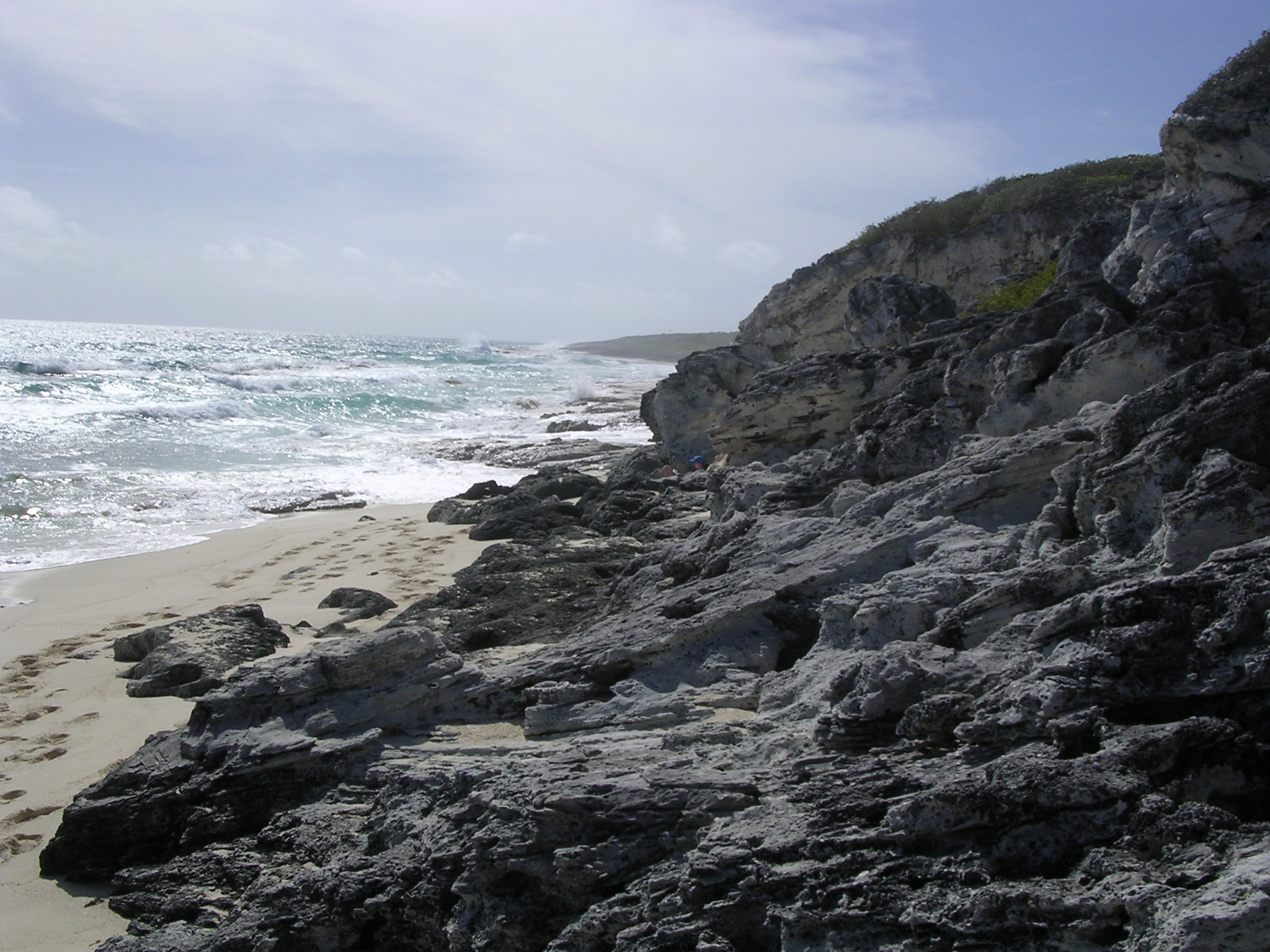
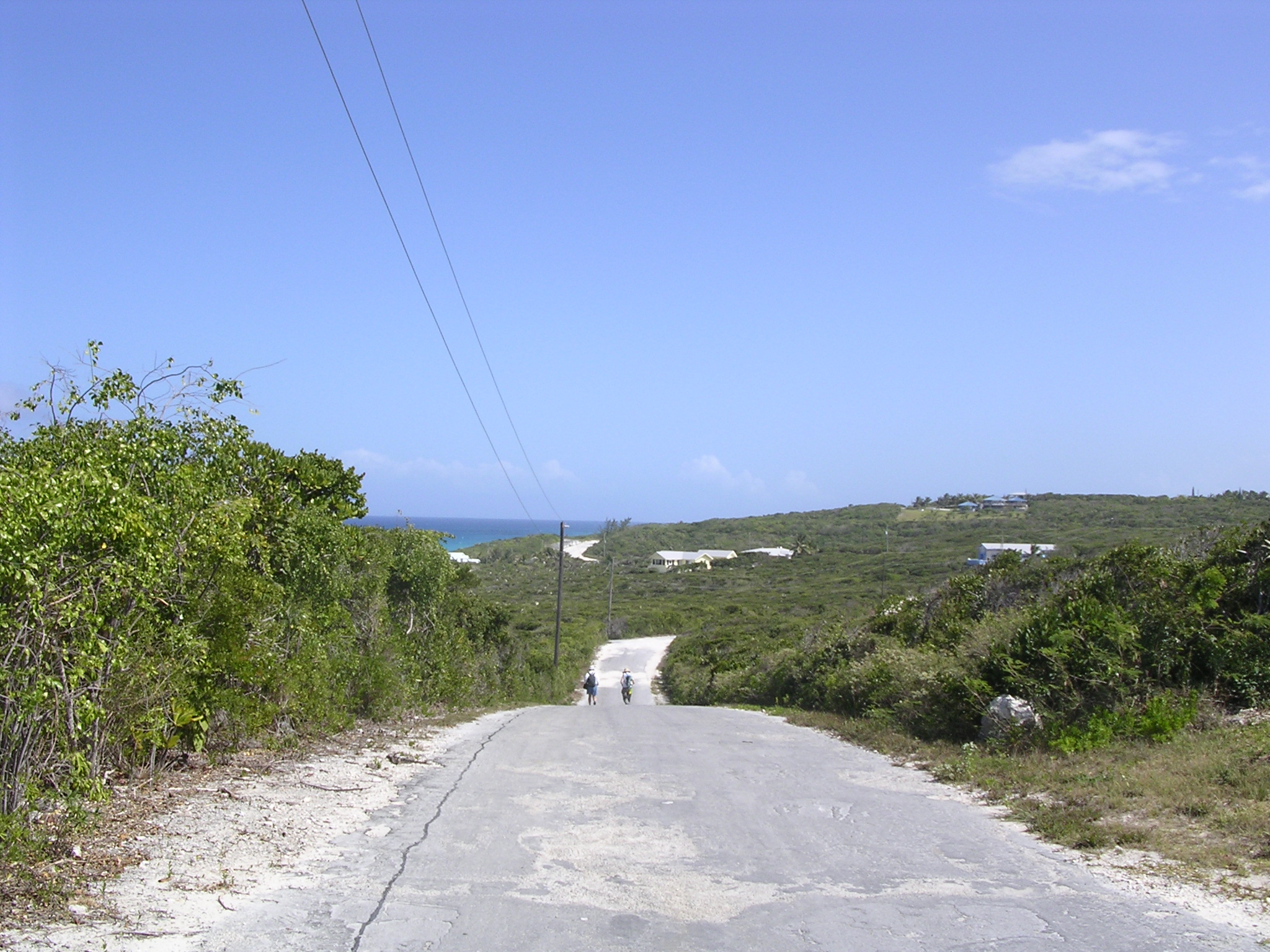
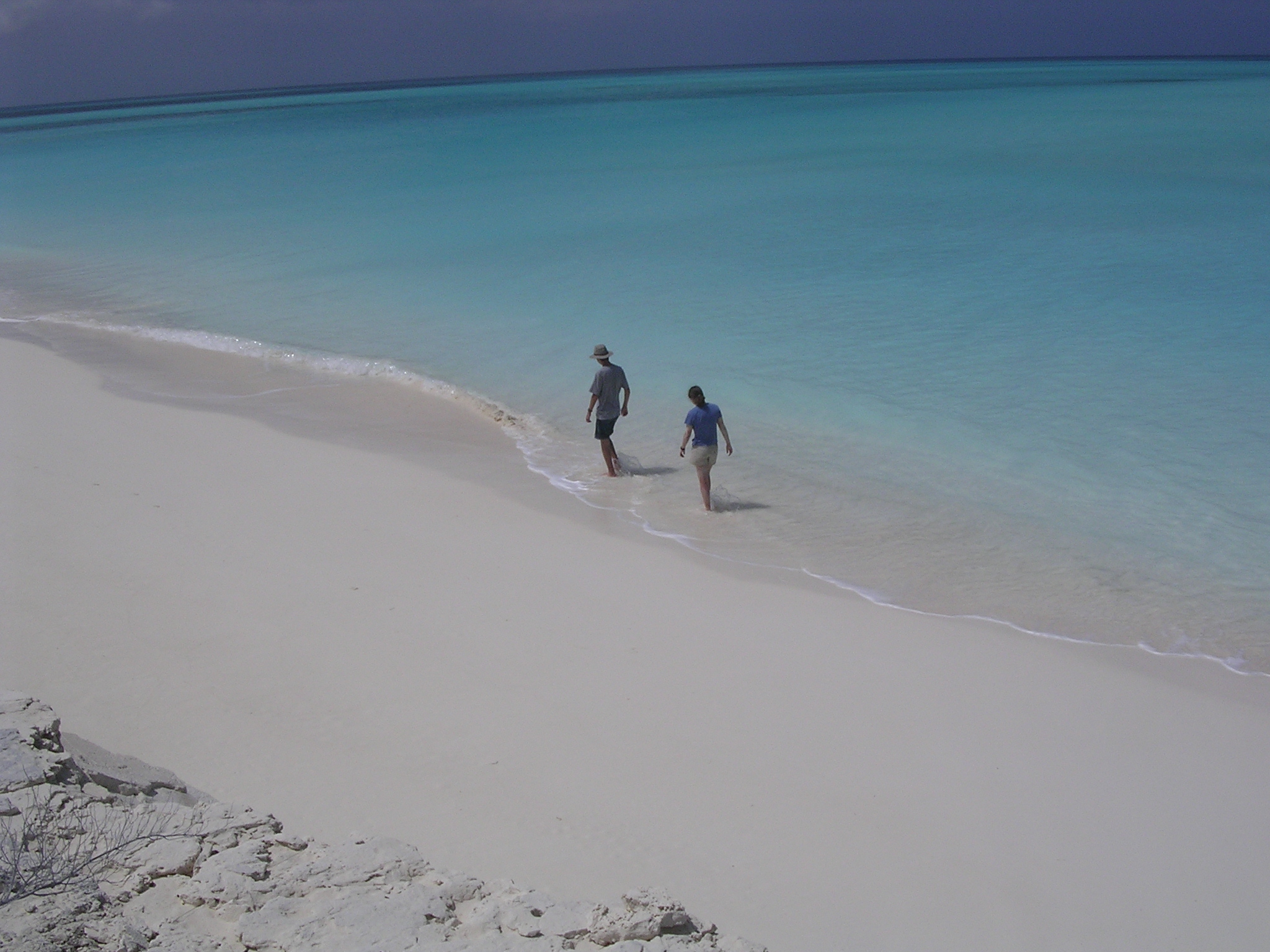
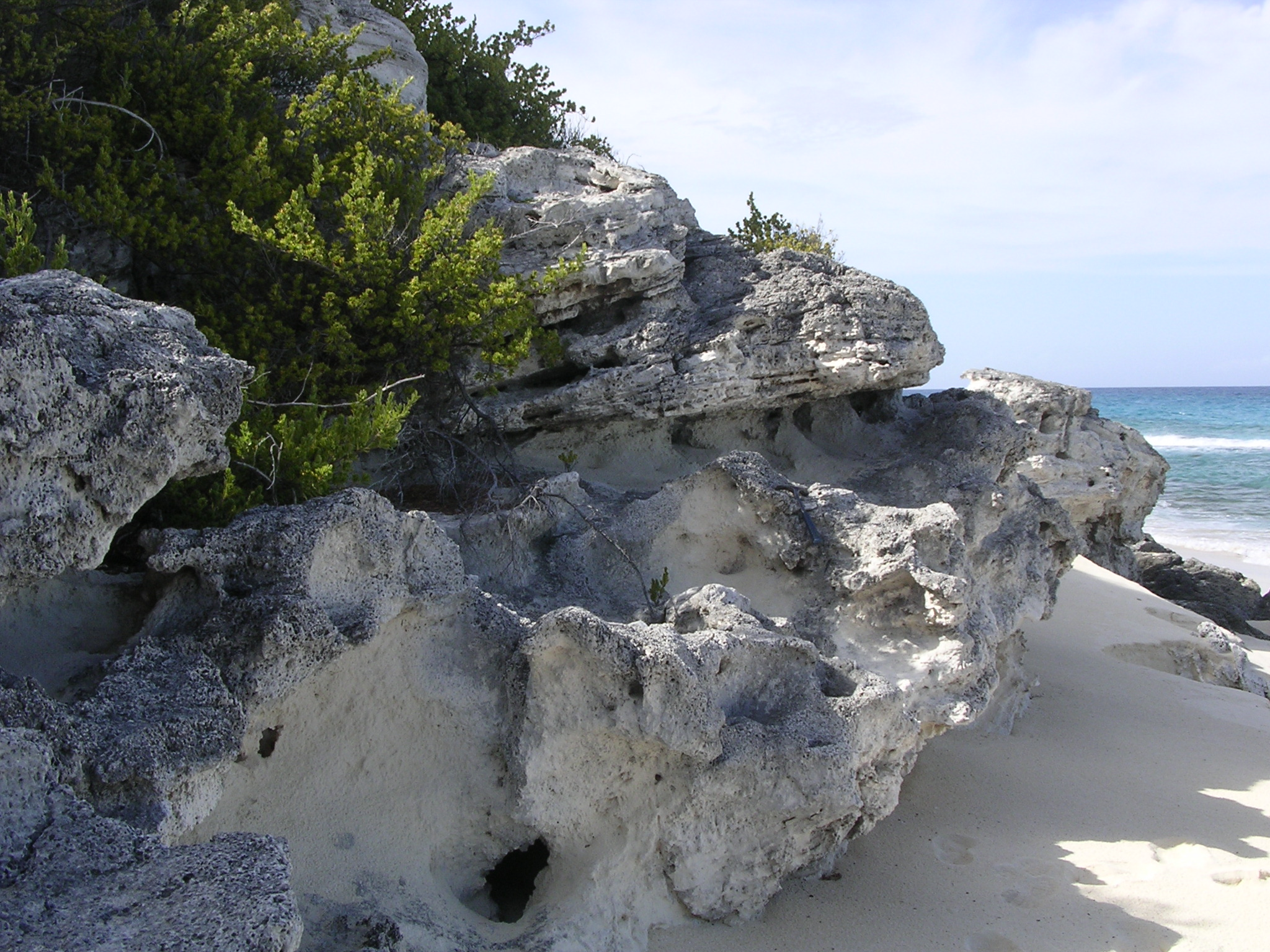
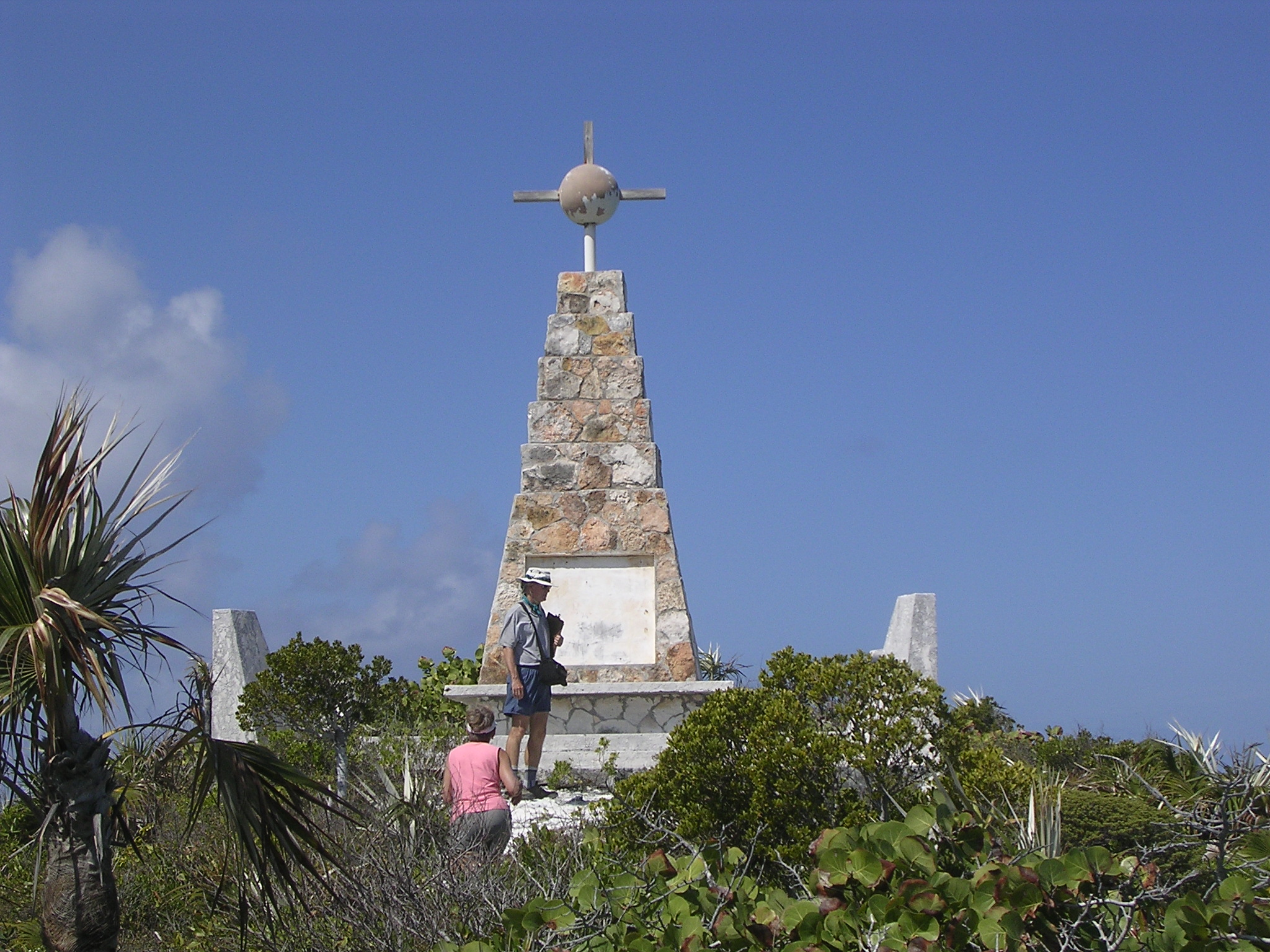